# Объект 483
Объект 483 — советский опытный огнемётный танк. Разработан в 1959 году в Харьковском Конструкторском Бюро Транспортного Машиностроения. Серийно не производился.

## История создания
Работы по созданию опытного огнемётного танка были начаты в 1959 году. Разработка велась в Специальном Конструкторском Бюро завода имени Малышева. Руководил проектом Морозов А.А. Опытный образец был готов в 1959—1960 году. Испытания образец проходил в 1961 году на полигоне НИИБТ.

## Описание конструкции
Вместо пушки в башне Объекта 483 был установлен огнемёт АТО-250, поэтому необходимость в заряжающем отсутствовала. Экипаж был сокращён до трёх человек.

### Броневой корпус и башня
Так как спаренный с пушкой пулемёт танка Т-54 в конструкции Объекта 483 отсутствовал, амбразура для спаренного пулемёта была заварена. Для охлаждения газовой камеры огнемёта в корме башни был приварен цилиндрический патрубок, к которому была приварена вертикальная труба с вентилятором.
В башне на цапфах вместо пушки и спаренного с ней пулемёта был установлен огнемёт ОМ-250. Справа от огнемёта на амортизаторах крепился бак с огнесмесью, объёмом 1600 литров. Через правый люк крыши башни осуществлялась заправка, а также производился осмотр бака с огнесмесью.

### Вооружение
В качестве основного вооружения использовался огнемёт порохового типа ОМ-250. Объема бака с огнесмесью хватало приблизительно на 14 выстрелов. Максимальная дальность составляла 270 метров. Конструкция огнемёта позволяла выбрасывать огнесмесь со скоростью до 100 м/с. Объём одного огневого выстрела был максимален для струйных огнемётов и составлял 100 литров. Стрельба из огнемёта могла вестись как одиночными выстрелами так и очередью. Основными марками используемых огнесмесей были СКС-15 и ББУ.
В качестве дополнительного вооружения использовался танковый вариант 7,62-мм пулемёта Горюнова. Боекомплект составлял 1750 патронов.
На стадии проектирования прорабатывалась возможность установки дополнительного спаренного пулемёта, а также двух 57-мм авиационных установок с возможностью стрельбы активно-реактивными снарядами, но из-за нецелесообразности от такого варианта впоследствии отказались.

## Сохранившиеся экземпляры
На сегодняшний день единственный экземпляр находится в Танковом музее в городе Кубинка.

## Оценка машины
Основным недостатком Объекта 483 являлось отсутствие пушки, что сильно ограничивало его применение. Из-за наличия у вероятного противника пехотных противотанковых средств, применение огнемёта с дальностью огнеметания 200—250 метров было не эффективно.
В результате вышеперечисленных и других недостатков, Объект 483 не был принят на вооружение, а в 1962 году все работы по этому проекту были прекращены.